# IFK Eskilstuna

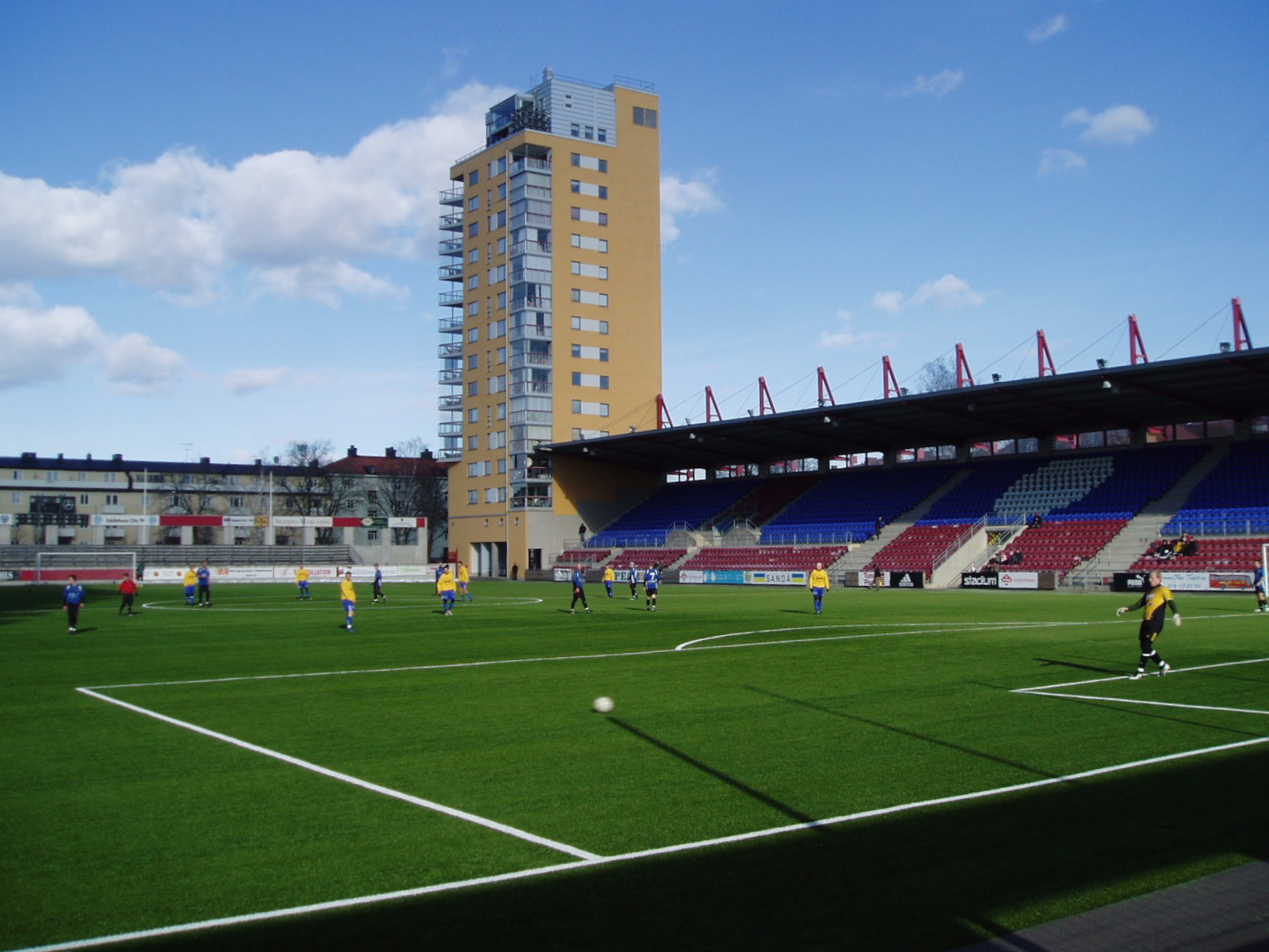
Tunavallen

El IFK Eskilstuna es un equipo de fútbol de Suecia que juega en la Division 2 Södermanland, una de las ligas que conforman la  cuarta división de fútbol en el país.

## Historia
Fue fundado el 9 de julio de 1897 en la ciudad de Eskilstuna logró ganar el título del Campeonato de Suecia en la temporada de 1921, así como uno de los equipos fundadores de la Allsvenskan en 1925, en la cual ha estado en más de 10 temporadas y han disputado más de 300 partidos de liga en la máxima categoría.
El club participó por primera vez en torneos a nivel nacional hasta la temporada de 1910, en la que se enfrentó a los equipos IFK Göteborg, Örgryte IS, AIK y IFK Norrköping.

## Palmarés
- Swedish Champions (1): 1921
- Svenska Mästerskapet (1): 1921

## Jugadores

### Jugadores destacados
- Kenneth Andersson
- Sebastian Larsson[2]
- Sami Hanna
- Gabriel Alias
- Antonius Acar

## Clubes afiliados
- Södermanlands Fotbollförbund.[3]